# Sant'Angelo Muxaro

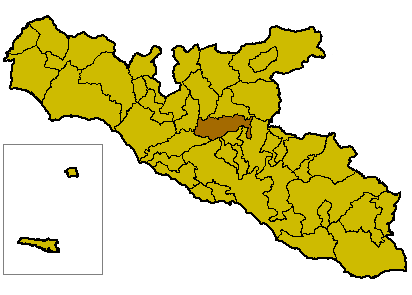
Ubicació de Sant'Angelo Muxaro dins de la província

Sant'Angelo Muxaro (sicilià Sant'Àngilu Muxaru) és un municipi italià, dins de la província d'Agrigent. L'any 2008 tenia 1.523 habitants. Limita amb els municipis d'Aragona, Agrigent, Alessandria della Rocca, Casteltermini, Cattolica Eraclea, Cianciana, Raffadali, San Biagio Platani i Santa Elisabetta

## Administració
| Període | Identitat             | Partit        |
| ------- | --------------------- | ------------- |
| 2008-   | Giuseppe Aurelio Leto | Llista cívica |